# Karim Bellarabi
Karim Bellarabi (né le 8 avril 1990 à Berlin) est un footballeur international allemand évoluant au poste d'attaquant.

## Biographie
Il est né à Berlin, d'un père marocain et d'une mère allemande.

### Carrière en club

#### Bayer Leverkusen (depuis 2011)
Il est formé à l'Eintracht Brunswick, puis rejoint en 2011 le Bayer Leverkusen.
En mars 2012, il marque son premier but en Ligue des champions en réduisant l'écart face au FC Barcelone (défaite 7-1).
Le 23 août 2014, lors de la première journée de Bundesliga, il inscrit le but le plus rapide du championnat d'Allemagne face au Borussia Dortmund après 9 secondes de jeu (victoire 2-0). Ce record sera égalé l'année suivante par Kevin Volland, joueur d'Hoffenheim, face au Bayern Munich lors de la 2e journée de championnat 2015-2016.
Lors de la saison 2014-2015, il s'illustre en Bundesliga, en marquant un total de douze buts, ce qui constitue sa meilleure performance. Le 29 novembre, il inscrit son premier doublé dans ce championnat, à l'occasion de la réception du FC Cologne (victoire 5-1).
En 2015, il atteint avec le Bayer les seizièmes de finale de la Ligue des champions. Son équipe est éliminée par l'Atlético Madrid après une séance de tirs au but.
En 2016, il atteint les huitièmes de finale de la Ligue Europa, en étant éliminé par le Villarreal CF. Il s'illustre lors des seizièmes de finale, en inscrivant trois buts lors de la double confrontation face au Sporting Portugal.
Le 17 février 2017, lors de la 21e journée de Bundesliga, il rentre dans l'histoire en marquant contre le FC Augsbourg le 50 000e but de l'histoire de cette compétition.
Par la suite, le 21 février, il inscrit son deuxième but en Ligue des champions, lors de la réception de l'Atlético Madrid.
En octobre 2018, lors de la phase de groupe de la Ligue Europa, il se met en évidence en étant l'auteur d'un doublé sur la pelouse du FC Zurich. Toutefois, cela n'empêche pas la défaite de son équipe, sur le score de 3-2.
À l’issue de la saison 2022/23, il mettra un terme à sa carrière après douze saisons mouvementées au sein du club du Bayern Leverkusen.

### Sélection
Il évolue tout d'abord avec l'équipe d'Allemagne  des moins de 20 ans. Le 7 octobre 2010, il inscrit un but contre la Suisse, lors d'un match amical.
Après la sollicitation d'Eric Gerets, l’entraîneur des « Lions de l'Atlas », il affirme vouloir jouer pour la sélection marocaine en cas d'une éventuelle convocation.
Mais convoqué en sélection allemande par Joachim Löw, il se voit titularisé contre la Pologne, le 11 octobre 2014, lors des éliminatoires de l'Euro 2016 (défaite 2-0). Sa carrière internationale est donc (selon le règlement de la Fifa) définitivement liée à l'Allemagne, et ceci jusqu'à sa retraite, puisque le match disputé est officiel et non amical,.
Le 13 juin 2015, il inscrit son premier but, contre la modeste équipe de Gibraltar, lors des éliminatoires de l'Euro (large victoire 0-7).
En mai 2016, il est sélectionné par Löw dans une liste provisoire de 27 joueurs pouvant participer à l'Euro 2016, mais Bellarabi n'est finalement pas inclus dans la liste finale des 23 joueurs.

## Statistiques
| Saison                | Club                       | Championnat           | Championnat | Championnat | Championnat | Coupe(s) nationale(s) | Coupe(s) nationale(s) | Coupe(s) nationale(s) | Compétition(s) continentale(s) | Compétition(s) continentale(s) | Compétition(s) continentale(s) | Compétition(s) continentale(s) | Allemagne | Allemagne | Allemagne | Total | Total | Total |
| Saison                | Club                       | Division              | M.          | B.          | P.d.        | M.                    | B.                    | P.d.                  | Comp.                          | M.                             | B.                             | P.d.                           | M.        | B.        | P.d.      | M.    | B.    | P.d.  |
| 2008-2009             | Eintracht Brunswick        | 3. Liga               | 1           | 0           | 0           | -                     | -                     | -                     | -                              | -                              | -                              | -                              | -         | -         | -         | 1     | 0     | 0     |
| 2009-2010             | Eintracht Brunswick        | 3. Liga               | 2           | 0           | 0           | -                     | -                     | -                     | -                              | -                              | -                              | -                              | -         | -         | -         | 2     | 0     | 0     |
| 2010-2011             | Eintracht Brunswick        | 3. Liga               | 35          | 8           | 16          | 1                     | 0                     | 1                     | -                              | -                              | -                              | -                              | -         | -         | -         | 36    | 8     | 17    |
| Sous-total            | Sous-total                 | Sous-total            | 38          | 8           | 16          | 1                     | 0                     | 1                     | -                              | -                              | -                              | -                              | -         | -         | -         | 39    | 8     | 17    |
| 2013-2014             | Eintracht Brunswick (prêt) | Bundesliga            | 26          | 3           | 4           | -                     | -                     | -                     | -                              | -                              | -                              | -                              | -         | -         | -         | 26    | 3     | 4     |
| Sous-total            | Sous-total                 | Sous-total            | 26          | 3           | 4           | -                     | -                     | -                     | -                              | -                              | -                              | -                              | -         | -         | -         | 26    | 3     | 4     |
| 2011-2012             | Bayer Leverkusen           | Bundesliga            | 10          | 1           | 0           | -                     | -                     | -                     | C1                             | 2                              | 1                              | 0                              | -         | -         | -         | 12    | 2     | 0     |
| 2012-2013             | Bayer Leverkusen           | Bundesliga            | 8           | 0           | 0           | 1                     | 1                     | 1                     | C3                             | 2                              | 1                              | 0                              | -         | -         | -         | 11    | 2     | 1     |
| 2014-2015             | Bayer Leverkusen           | Bundesliga            | 33          | 12          | 6           | 3                     | 0                     | 2                     | C1                             | 10                             | 1                              | 2                              | 7         | 1         | 0         | 53    | 14    | 10    |
| 2015-2016             | Bayer Leverkusen           | Bundesliga            | 33          | 6           | 11          | 4                     | 2                     | 1                     | C1+C3                          | 8+4                            | 1+3                            | 3+0                            | 3         | 0         | 0         | 52    | 12    | 15    |
| 2016-2017             | Bayer Leverkusen           | Bundesliga            | 16          | 2           | 6           | 1                     | 1                     | 0                     | C1                             | 2                              | 1                              | 0                              | 1         | 0         | 0         | 20    | 4     | 6     |
| 2017-2018             | Bayer Leverkusen           | Bundesliga            | 24          | 1           | 3           | 5                     | 1                     | 1                     | -                              | -                              | -                              | -                              | -         | -         | -         | 29    | 2     | 4     |
| 2018-2019             | Bayer Leverkusen           | Bundesliga            | 19          | 5           | 5           | 2                     | 2                     | 0                     | C3                             | 3                              | 2                              | 1                              | -         | -         | -         | 24    | 9     | 6     |
| 2019-2020             | Bayer Leverkusen           | Bundesliga            | 27          | 3           | 2           | 5                     | 2                     | 0                     | C1+C3                          | 5+2                            | 0+0                            | 1                              | -         | -         | -         | 39    | 5     | 3     |
| 2020-2021             | Bayer Leverkusen           | Bundesliga            | 22          | 0           | 0           | 2                     | 0                     | 1                     | C3                             | 5                              | 3                              | 1                              | -         | -         | -         | 29    | 3     | 2     |
| 2021-2022             | Bayer Leverkusen           | Bundesliga            | 16          | 3           | 3           | 1                     | 1                     | 0                     | C3                             | 5                              | 0                              | 0                              | -         | -         | -         | 22    | 4     | 3     |
| 2022-2023             | Bayer Leverkusen           | Bundesliga            | 8           | 0           | 0           | 1                     | 0                     | 0                     | C1+C3                          | 0+1                            | 0+0                            | 0+0                            | -         | -         | -         | 10    | 0     | 0     |
| Sous-total            | Sous-total                 | Sous-total            | 216         | 34          | 33          | 25                    | 10                    | 8                     | -                              | 49                             | 13                             | 7                              | 11        | 1         | 0         | 301   | 58    | 48    |
| Total sur la carrière | Total sur la carrière      | Total sur la carrière | 277         | 46          | 37          | 26                    | 10                    | 55                    | -                              | 49                             | 13                             | 8                              | 11        | 1         | 0         | 363   | 70    | 100   |

## Palmarès
- Eintracht Brunswick
  - Vainqueur de la 3. Liga en 2011.